# بارنيتي تشوبرا
بارنيتي شوبرا (بالهندية: परिणीति चोपड़ा) (مواليد 22 أكتوبر 1988) ممثلة هندية بدأت مسيرتها الفنية سنة 2011، أشتهرت في أفلام بوليوود سنة 2012.

## النشأة والعمل

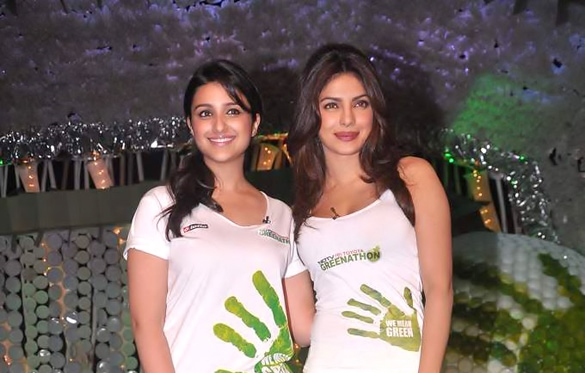
بارنيتي مع ابنة عمها بريانكا في عام 2012

ولدت شوبرا في 22 أكتوبر 1988 بأمبالا، هاريانا من عرق بنجاب، والدها باوان شوبرا رجل أعمال والدتها هي رينا شوبرا. لديها أخوين والممثلة بريانكا تشوبرا أحد أبناء عمها. في تصريح لها قالت أنها كانت تحلم دوما العمل في مصرف استثماري. في سن 17 عاما إنطلقت شوبرا إلى لندن لإكمال دراستها في مجال أعمال الاقتصاد والتصرف بكلية مانشستر للأعمال، المملكة المتحدة. في 2009 عادت إلى الهند أثناء الركود الإقتصادي نحو مومباي للبقاء مع ابنة عمها، بريانكا.

## أعمالها

### الأفلام
| علامة الخنجرية | الأفلام التي لم يتم إصدارها بعد |

| السنة | العمل                  | الدور                | ملاحظات                                                                          |
| ----- | ---------------------- | -------------------- | -------------------------------------------------------------------------------- |
| 2011  | السيدات ضد ريكي باهل   | ديمبل                | جائزة فيلم فير لأفضل ممثلة صاعدة رشحت لـ—جائزة فيلم فير لأفضل ممثلة في دور ثانوي |
| 2012  | أيشاقزاد               | زويا قريشي           | National Film Award – Special Mention رشحت لـ—جائزة فيلم فير لأفضل ممثلة         |
| 2013  | رومانسية هندية طائشة   | غاياتري              | رشحت لـ—جائزة فيلم فير لأفضل ممثلة                                               |
| 2014  | هاسي توه فاسي          | ميتا                 |                                                                                  |
| 2014  | دعوة عشق               | غولريز "غولو" قادر   |                                                                                  |
| 2014  | اقتل ديل               | ديشا                 |                                                                                  |
| 2015  | ديشوم                  | موسكان قريشي         | ظهور خاص                                                                         |
| 2017  | ميري بياري بيندو       | بيندو شانكارناريانان | أيضا المغنية للأغنيتين "مان كي هم يار ناهي" و "مان كي هم يار ناهي (دويتو)"       |
| 2017  | جولمال مرة أخرى        | خوشي                 |                                                                                  |
| 2018  | ناماستي انجلترا        | جاسميت               |                                                                                  |
| 2019  | كيساري                 | جيفاني كور           |                                                                                  |
| 2019  | جابريا جودي            |                      |                                                                                  |
| 2019  | سانديب اور بينكي فارار | بينكي                |                                                                                  |
| 2020  | بوج: فخر الهند         | هينا رحمن            |                                                                                  |
| 2020  | فتاة القطار            |                      |                                                                                  |

### التليفزيون
| السنة | العمل                          | الدور           | ملاحظات                       |
| ----- | ------------------------------ | --------------- | ----------------------------- |
| 2014  | India's Best Cinestars Ki Khoj | مستشارة (محكمة) | عرض واقعي                     |
| 2015  | عالم رجل                       | دكتورة          | مسلسل صغير على الويب ظهور خاص |

## وصلات خارجية
- بارنيتي تشوبرا على موقع IMDb (الإنجليزية)
- بارنيتي تشوبرا على موقع قاعدة بيانات الأفلام العربية
- بارنيتي تشوبرا على موقع ألو سيني (الفرنسية)
- بارنيتي تشوبرا على موقع أول موفي (الإنجليزية)
- بارنيتي تشوبرا على موقع قاعدة بيانات الفيلم (الإنجليزية)
- بارنيتي تشوبرا على موقع كينوبويسك (الروسية)